# Eerste Slavische palatalisatie
De eerste Slavische palatalisatie was een Oerslavische klankverschuiving, die de palatalisatie van veel velare plosieven en fricatieven inhield.

## Motivatie
Net als in de geschiedenis van bijvoorbeeld de meeste Romaanse talen zijn ook in de geschiedenis van de Slavische talen de meeste velaren voor de vóór in de mond gearticuleerde klinkers e en i gepalataliseerd, dat wil zeggen naar voren gehaald. Dit wordt in het algemeen gedaan omwille van de lettergreepharmonie; het verschil in articulatie tussen deze twee opeenvolgende klanken is erg groot, aangezien de ene klank wordt gearticuleerd met de tong tegen het zachte verhemelte, en de andere met een vrijwel volledig geopend spraakkanaal en de tong bijna tegen de tandkassen aan.

## Formulering
De Proto-Slavische */k/ (< Proto-Indo-Europees */k/, */kʷ/) en de */g/ (< PIE */g/, */gʰ/, */gʷ/, */gʷʰ/) veranderden vóór de Proto-Slavische klinkers *e/ē, *i/ī (PIE *e/ē, *i, *ey/ēy, *ew/ēw > Oudkerkslavisch e/ě, ь, i, 'u) en (waarschijnlijk later) voor de palatale fricatief /j/:
- k > *kj > *č
- g > *gj > dž' > *ž

De Oerslavische velare fricatief /x/ - die ontbrak in de klankinventaris van het PIE en later ontstond uit de /s/ van het PIE dankzij de Wet van Pedersen, uit de medeklinkercluster /sk-/ van het PIE aan het begin woorden en uit Germaanse en Iraanse leenwoorden- veranderde in dezelfde fonologische context als volgt:
- x > *xj > *š

Vergelijk:
- PIE *wĺ̥kʷe "wolf!" (vocatief enkelvoud *wĺ̥kʷos) > Pr.- Sl. *wilke > Wet van Pedersen vlьče, Pools wilcze, Kroatisch vȗče
- PIE *gʷeneh₂ "vrouw" > (Pr.- Sl.) *ženā > žena, (Russisch) žená, (Pools) żona
- PIE *muHs "muis" > Pr.-Sl. *mūsi > *mūxi > mūši >  myšь, Russ. myš, Pol. mysz

Het effect van de eerste palatalisatie is ook te zien in Germaanse (met name Gotische) leenwoorden:
- helmaz "helm" > Pr.-Sl. *xelmu > *šelmu > Wet van Pedersen šlěmъ, Russ. šelóm, Kr. šljȅm
- kinda "kind" > Pr.-Sl. *kinda > *činda > Wet van Pedersen čędo, Russ. čado, Oudpools czędo

## Discussie
Het resultaat van de eerste Slavische palatalisatie waren de medeklinkers */č/, */ž/, */š/. Men is het echter niet eens over de vraag wanneer dit proces voltooid was; volgens de meeste taalkundigen was dit rond 600.
Het ligt vanuit puur articulatorisch oogpunt voor de hand om te denken dat de overgang */kj/ > */č/, */gj/ > */ž/ en */xj/ > */š/ is samengevallen met de Slavische jotatie:
- k > *kj > *č' > *č
- g > *gj > *dž' > *ž' > *ž

De manier waarop Romeinse toponiemen in het Slavisch zijn aangepast lijkt er echter op te duiden dat dit laatste proces pas eeuwen later heeft plaatsgehad. De meest plausibele verklaring is dat /k/ en /g/ aanvankelijk hetzelfde werden uitgesproken voor */j/, */e/ en */i//. Na de jotatie in de eerste fase van de Slavische talen ging de uitspraak van de /j/ verloren.
De gepalataliseerde medeklinkers */č/ en */ž/ waren waarschijnlijk alleen allofonen van */k/ en */g/, totdat ze rond het jaar 600 ook voor achter in de mond gearticuleerde klinkers verschenen. Evenzo was de *š die het resultaat was van de wet van Pedersen alleen een allofoon van */s/ na */r/, */u/, */k/ en */i/, maar toen dezelfde klank ontstond uit de Proto-Slavische */sj/ werden */š/ en */s/ twee aparte fonemen.

## Datering
Aangezien het resultaat van de eerste Slavische palatalisatie in alle Slavische talen hetzelfde is, ligt het voor de hand dat deze verandering al heeft plaatsgevonden vóór de grote verspreiding van de Slavische volkeren, oftewel voor 500. Een ander bewijs dat de eerste Slavische palatalisatie rond de 5e eeuw moet hebben plaatsgehad vormt de manier waarop Baltische hydroniemen na de Russische kolonisatie van de Dnjepr in het Russisch zijn aangepast: Vilkesà, Akesa, Laukesà, Merkys → Volčesa, Očesa, Lučesa, Mereč.
Aan Slavische leenwoorden in het Grieks uit de 6e en 7e eeuw is verder te zien dat de eerste Slavische palatalsiatie was afgelopen toen de Slaven het zuiden van Griekenland en de Adriatische zee hadden bereikt. Kortom, het is meest aannemelijk dat de eerste Slavische palatalisatie plaatsvond tussen 400 en 475, met een marge van circa 25 jaar.